# Зуболе
Зуболе (пол. Zubole) — село в Польщі, у гміні Тшцянне Монецького повіту Підляського воєводства.
Населення — 342 особи (2011).
У 1975-1998 роках село належало до Ломжинського воєводства.

## Демографія
Демографічна структура станом на 31 березня 2011 року:
|          | Загалом | Допрацездатний вік | Працездатний вік | Постпрацездатний вік |
| -------- | ------- | ------------------ | ---------------- | -------------------- |
| Чоловіки | 176     | 30                 | 136              | 10                   |
| Жінки    | 166     | 23                 | 102              | 41                   |
| Разом    | 342     | 53                 | 238              | 51                   |